# NGC 1459
NGC 1459 ist eine Balken-Spiralgalaxie mit ausgedehnten Sternentstehungsgebieten vom Hubble-Typ SBbc im Sternbild Fornax am Südsternhimmel. Sie ist schätzungsweise 181 Millionen Lichtjahre von der Milchstraße entfernt und hat einen Durchmesser von etwa 90.000 Lichtjahren. 
Das Objekt wurde im Jahr 1886 von Ormond Stone entdeckt.